# Коммунистическая партия Бирмы (Красного флага)
Не следует путать с Коммунистической партией Бирмы.
Коммунистическая партия (Бирмы) (бирм. ကွန်မြူနစ်ပါတီ (ဗမာပြည်), также называемая Коммунистической партией Красного флага (бирм. လံနီကွန်မြူနစ်ပါတီ) или Компартией «Красное знамя»), была коммунистической партией в Бирме. Партия была сформирована после того, как в 1946 году от Коммунистической партии Бирмы отделилась более радикальная фракция, выступавшая против сотрудничества с национальной буржуазией. В том же году она начала затяжное вооружённое восстание — сначала против британского правления, затем против бирманского правительства. 
В советских источниках партия определялась как троцкистская. Партию возглавлял пламенный лидер коммунистов Такин Со, обвинивший противоположную фракцию партии («Белого флага») в оппортунизме. Впрочем, последней тоже пришлось перейти в подполье вскоре после убийства Аун Сана и провозглашения страной независимости. В гражданской войне в Бирме обе фракции пытались укорениться в крестьянстве Нижней Бирмы, но «Красный флаг» закрепился на западе страны в провинции Аракан, а ареной деятельности «Белого флага», переориентировавшегося на маоизм, стали северные и восточные провинции государства. В 1970-х годах Компартия «Красного флага» утратила влияние и к 1978 году потерпела военное поражение. 

## Раскол
Партия возникла в результате раскола Коммунистической партии Бирмы в феврале 1946 года. Бывший лидер партизан Такин Со претендовал на лидерство в партии. Он осудил Такина Тан Туна и Такина Тейн Пе как 'браудеристов', заявив, что они заняли компромиссную позицию по отношению к империализму и оппортунистическим элементам.
Внутрипартийный конфликт разразился после выступления лидера Антифашистской лиги народной свободы (АЛНС) Ба Пе в январе 1946 года. Ба Пе осудил политическую систему в Советском Союзе. В ответ Такин Со назвал Ба Пе «орудием империалистов». Опасаясь риска раскола АЛНС, руководство партии инициировало дисциплинарное разбирательство в отношении Такина Со. Тот потребовал, чтобы контроль над Центральным комитетом был передан ему и его соратникам. Такин Тан Тун и Теин Пе действительно подверглись самокритике (и временно ушли со своих постов), но не согласились с требованием Со сделать его лидером партии. Сам Со был исключён из Центрального комитета. В ответ Соэ порвал с Коммунистической партией Бирмы и сформировал Коммунистическую партию (Бирмы). Такин Тин Мья (затем вернувшийся в ряды КПБ) и шесть членов Коммунистической партии Бирмы перешли на сторону новой партии Такина Со.

## «Красный флаг» против «Белого флага»
Партия получила название «Коммунистическая партия красного флага» (в отличие от «Коммунистической партии белого флага», то есть основной Коммунистической партии Бирмы) из-за цвета их нарукавных повязок. В то время как Коммунистическая партия белого флага использовала популярную линию работы в рамках Антифашистской народной лиги свободы, Коммунистическая партия красного флага осуждала сотрудничество с некоммунистическими силами. Вместо этого партия призывала к прямой вооружённой конфронтации с британцами как к средству достижения независимости. Коммунистическая партия «Красный флаг» была значительно меньше Коммунистической партии «Белый флаг». Такин Тан Тун охарактеризовал позиции Коммунистической партии «Красный флаг» как «левый авантюризм».

## Работа в массах и запрет
Под конец колониального владычества, чтобы добиться независимости, партия начала создавать по всей Бирме профсоюзы земледельцев и сельськохозяйственных рабочих «Красный флаг», призывая трудящихся прекратить платить арендную плату и налоги.  В июле 1946 года губернатор Бирмы сэр Генри Найт издал запрет на профсоюзы земледельцев «Красный флаг», равно как и на рабочее крыло партии, профсоюзы «Красный флаг». 
10 июля 1946 года колониальные власти объявили незаконным объединением и саму Коммунистическую партию (Бирмы). Даже конкурирующая со своим отколом Коммунистическая партия «Белого флага» выразила протест, заявив, что запрет является вопиющим нарушением гражданских свобод. Как основатель компартии и лидер левых в АЛНС Аун Сан возражал против запрета Коммунистической партии (Бирмы) и добился того, что запрет на партию был временно снят в октябре 1946 года. Однако он не присоединился ни к одному публичному протесту против запрета. 
Впрочем, в январе 1947 года партия была снова запрещена. В ответ на объявление себя вне закона Компартия «Красного флага» ушла в подполье и начала вооружённую кампанию против британского колониального правления и «правых» элементов АЛНС, стремясь также завербовать некоторые элементы из армии для участия в восстании. КПБ «Белого флага» снова выступила против запрета «Красного флага». В апреле 1947 года Коммунистическая партия (Бирмы) призвала к бойкоту выборов в Учредительное собрание. К 1948 году её вооруженные операции были сосредоточены в дельте Иравади. 

## Араканское восстание
В штате Аракан Коммунистическая партия (Бирмы) заключила союз с сепаратистскими повстанцами-ракхинцами под руководством монаха-националиста У Сейнды. В 1958 году силы У Сейнды сдались правительству.
В 1962 году партия потерпела неудачу, так как группа её членов в штате Аракан отделилась и сформировала Коммунистическую партию Аракана. Их возглавляли видный араканский политический лидер Кьяу Зан Ри и Бо Маунг Хан. Коммунистическая партия Аракана выступала за независимость Аракана.

## Упадок

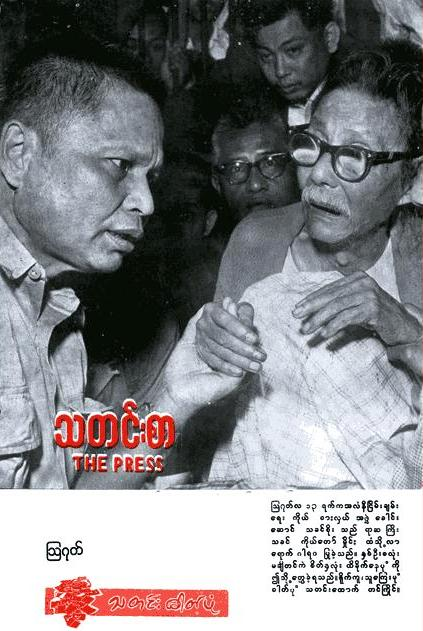
Такин Со и посредничавший в переговорах писатель Такин Кодо Хмайн в сентябре 1963 года

После парламентских выборов 1956 года партия, как и другие повстанческие группировки, начала сталкиваться с дезертирством из своего вооружённого крыла. Успех оппозиционного Национального объединённого фронта убедил многих сторонников левых взглядов в том, что вооружённое восстание не является единственным способом политической борьбы. Когда У Ну в 1958 году запустил программу «Оружие за демократию», несколько бойцов партии перешли на сторону правительства. Многие также могли просто спокойно вернуться в свои деревни. В 1961 году в партии насчитывалось около 500 бойцов.
Такин Со участвовал в мирных переговорах с пришедшим к власти Союзным революционным советом У Не Вина в 1963 году, но соглашения достичь не удалось. Вооружённая кампания партии против правительств АЛНС и Партия бирманской социалистической программы продолжалась до пленения Такина Со правительственными войсками в ноябре 1970 года, когда армейские силы штурмовали убежище Такина Соэ и последний оплот партии на северных окраинах горного хребта Аракан-Йома. Его доставили в Рангун и заключили в тюрьму. 

## Кампания уничтожения 1978 года в Аракане
В 1978 году силы Коммунистической партии «Красный флаг» в Аракане и Коммунистическая партия Аракана стали мишенью кампании по уничтожению, проводимой бирманской армией в сельских районах региона. Партия была вынуждена отступить к границе Бангладеш и Бирмы.